# Pseudophilotes abencerragus
Pseudophilotes abencerragus är en fjärilsart som beskrevs av Pierret 1837. Pseudophilotes abencerragus ingår i släktet Pseudophilotes och familjen juvelvingar. Inga underarter finns listade.

## Bildgalleri

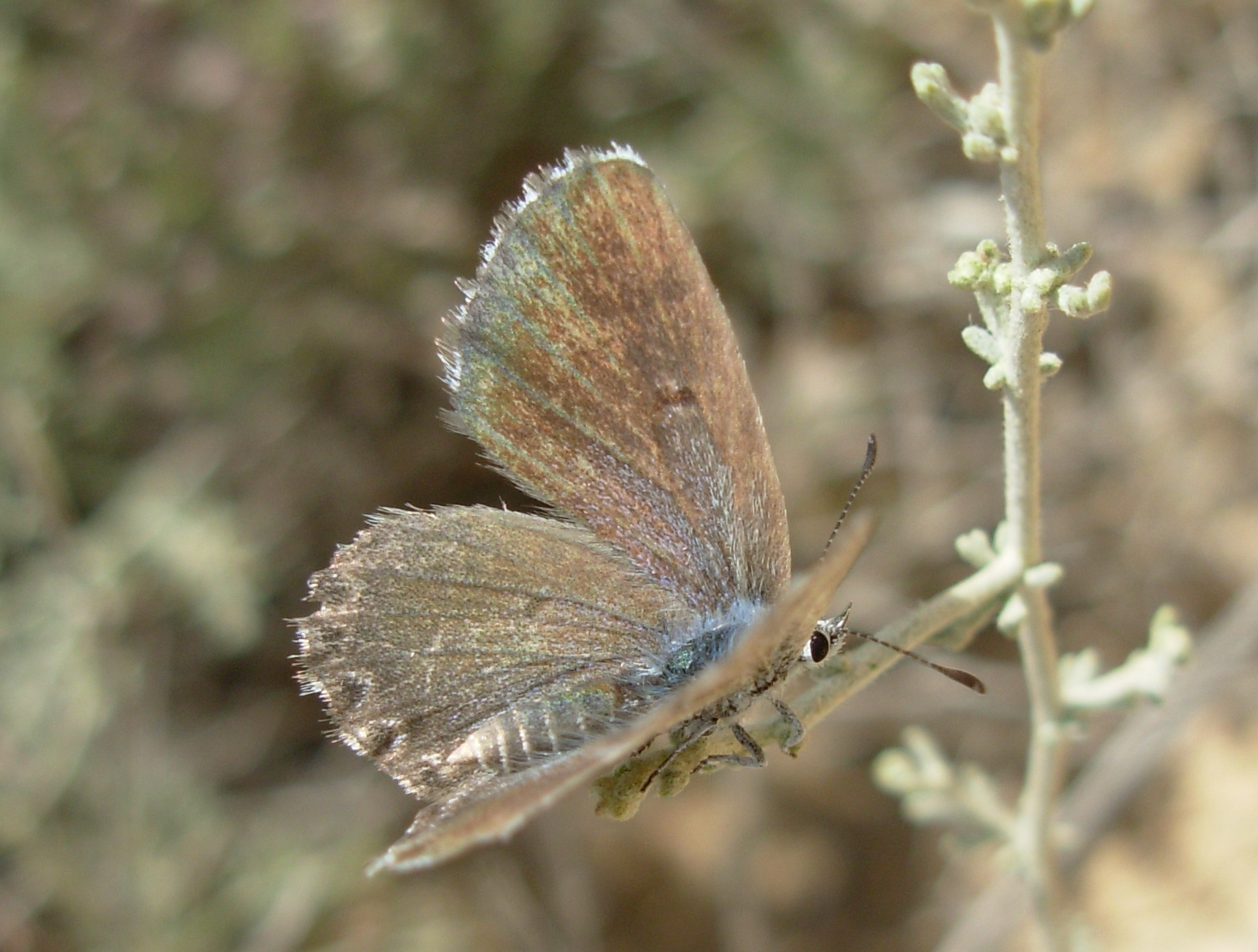